# Экранированное уравнение Пуассона
В математике экранированное уравнение Пуассона — это дифференциальное уравнение в частных производных вида:
{\displaystyle \left[\nabla ^{2}-\lambda ^{2}\right]u(\mathbf {r} )=-f(\mathbf {r} ),}
где {\displaystyle {\nabla }^{2}} — оператор Лапласа, {\displaystyle \lambda } — константа, {\displaystyle f} — произвольная функция позиции (известна как «функция источника»), а {\displaystyle u} — искомая функция. Экранированное уравнение Пуассона часто используется в физике, включая теорию Юкавы о мезонном экранировании и экранировании электрического поля в плазме.
Когда {\displaystyle \lambda } равна нулю, уравнение превращается в уравнение Пуассона. Следовательно, когда {\displaystyle \lambda } очень мала, решение приближается к решению неэкранированного уравнения Пуассона, которое является суперпозицией {\displaystyle 1/r} функций, статистически взвешенной функцией источника {\displaystyle f}:
{\displaystyle u(\mathbf {r} )_{(Poisson)}=\int d^{3}r'{\frac {f(\mathbf {r} ')}{4\pi |\mathbf {r} -\mathbf {r} '|}}.}
С другой стороны, когда {\displaystyle \lambda } очень велика, {\displaystyle u} приближается к значению {\displaystyle f/\lambda ^{2}}, которое в свою очередь приближается к нулю, когда {\displaystyle \lambda } уходит на бесконечность. Как мы увидим, решение для средних значений {\displaystyle \lambda } ведёт себя как суперпозиция экранированных (или затухающих) {\displaystyle 1/r} функций, причём {\displaystyle \lambda } будет являться силой экранирования.
Экранированное уравнение Пуассона может быть решено для общего {\displaystyle f} с использованием функции Грина. Функция Грина {\displaystyle G} определяется как
{\displaystyle \left[\nabla ^{2}-\lambda ^{2}\right]G(\mathbf {r} )=-\delta ^{3}(\mathbf {r} ).}
Допустив, что {\displaystyle u} и её производные пренебрежимо малы на больших {\displaystyle r}, мы можем выполнить преобразование Фурье в пространственных координатах:
{\displaystyle G(\mathbf {k} )=\int d^{3}r\;G(\mathbf {r} )e^{i\mathbf {k} \cdot \mathbf {r} }}
где интеграл берётся по всему пространству. Затем можно показать, что
{\displaystyle \left[k^{2}+\lambda ^{2}\right]G(\mathbf {k} )=1.}
Следовательно, функция Грина на {\displaystyle r} даётся обратным преобразованием Фурье:
{\displaystyle G(\mathbf {r} )={\frac {1}{(2\pi )^{3}}}\;\int d^{3}\!k\;{\frac {e^{-i\mathbf {k} \cdot \mathbf {r} }}{k^{2}+\lambda ^{2}}}.}
Этот интеграл может быть оценён с использованием сферических координат в {\displaystyle k}-пространстве. Интегрирование по угловым координатам несложно, и интеграл упрощается — теперь интегрировать нужно только по одной радиальной координате {\displaystyle k}:
{\displaystyle G(\mathbf {r} )={\frac {1}{2\pi ^{2}r}}\;\int \limits _{0}^{\infty }dk\;{\frac {k\,\sin kr}{k^{2}+\lambda ^{2}}}.}
Этот интеграл может быть оценён путём интегрирования по контуру (теории вычетов). В итоге получаем:
{\displaystyle G(\mathbf {r} )={\frac {e^{-|\lambda |r}}{4\pi r}}.}
Итоговое решение всей задачи:
{\displaystyle u(\mathbf {r} )=\int d^{3}r'G(\mathbf {r} -\mathbf {r} ')f(\mathbf {r} ')=\int d^{3}r'{\frac {e^{-|\lambda ||\mathbf {r} -\mathbf {r} '|}}{4\pi |\mathbf {r} -\mathbf {r} '|}}f(\mathbf {r} ').}
Как было указано выше, это суперпозиция экранированных {\displaystyle 1/r} функций, статистически взвешенных функцией источника {\displaystyle f}, причём {\displaystyle \lambda } является коэффициентом экранирования. Экранированная {\displaystyle 1/r} функция часто появляется в физике как экранированный кулоновский потенциал, также известен и «потенциал Юкавы».